# Down and Out in Paris and London
Down and Out in Paris and London (Brasil: Na Pior em Paris e Londres / Portugal: Na Penúria em Paris e Londres) é um livro autobiográfico de George Orwell, publicado em 1933, no qual o autor descreve sua vida de um trabalhador pobre e errante, em meio à miséria de Paris e Londres, entre o fim dos anos 1920 e o início dos anos 1930.
Rejeitado por muitas editoras, é nessa obra que o escritor britânico usa pela primeira vez o pseudônimo de George Orwell, que o consagrou como um dos maiores escritores do século XX.
No final da década de 1920, já decidido a se tornar um escritor, Eric Arthur Blair vive uma experiência bastante radical: a de submeter-se à extrema pobreza. Teve empregos de baixo nível, passou fome, conviveu com mendigos e morou na rua. Essa experiência foi registrada em Down and Out in Paris and London, seu primeiro livro. Organizada em duas partes, a obra tem como tema a pobreza em duas cidades prósperas: Paris e Londres. A primeira parte é um relato da vida na pobreza quase extrema a  extrema, em Paris, de um trabalhador eventual em cozinhas de restaurantes. A segunda parte é um travelogue da vida pela estrada, em Londres e arredores, a partir da perspectiva do andarilho, com descrições dos tipos de acomodação em albergues e de personagens vivendo à margem.